# Haulchin (Belgique)
Pour les articles homonymes, voir Haulchin.
Haulchin est une section de la commune belge d'Estinnes, située en Région wallonne dans la province de Hainaut.
C'était une commune à part entière avant la fusion des communes de 1977.

## Étymologie
L'origine du nom viendrait des mots latins "Monasterium aqua cinctum" Monastère entouré d'eau, ou suivant la construction latine monastère d'eau-ceint, suivant d'autres Haulchin vient des mots latins "locus alnis cinctus", lieu entourés d'aulnes, ou encore d'autres auteurs disent « chin » veut dire champ et « haul » vient de « attus » c'est-à-dire champs élevé. Au Moyen Âge on disait Halcinus.

## Évolution démographique
- Sources : INS, Rem. : 1831 jusqu'en 1970 = recensements, 1976 = nombre d'habitants au 31 décembre.

## Patrimoine et culture

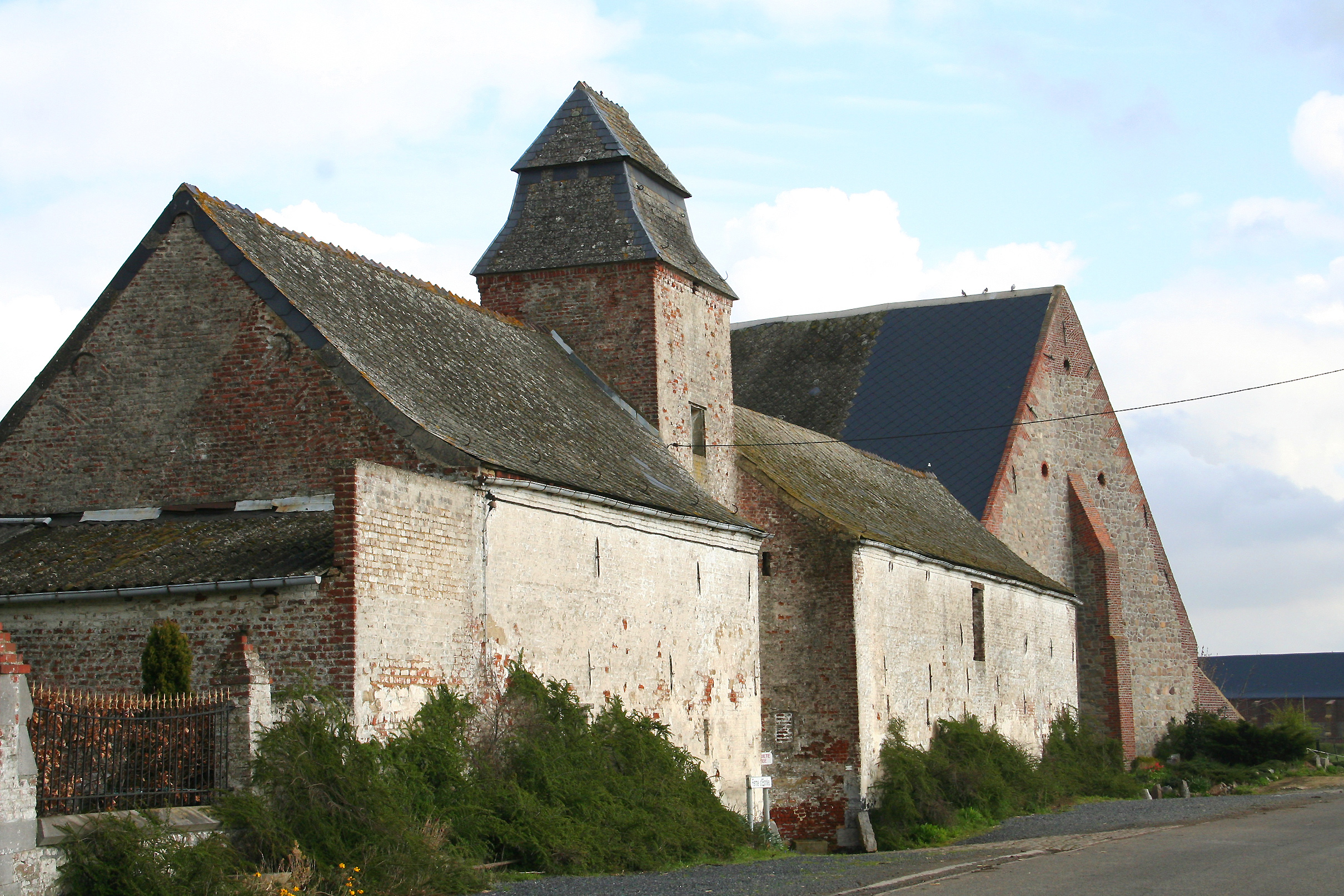
La ferme de l'abbaye d'Épinlieu (1774).

### Patrimoine architectural
- Eglise Saint-Vincent. Victime d'un incendie en 1709 auquel seule la tour de façade paraît avoir échappée. La construction de l'édifice classique date de 1778. La tour dont la souche remontait au XIIIe siècle et fortement remaniée au XVIe siècle elle a subi une restauration en 1855, restaurée en 1904 par l'architecte Simon puis à nouveau radicalement en 1938[2].
- Ferme d'Epinlieu, ancienne propriété de l'abbaye cistercienne d'Epinlieu, remontant dans son été actuelle aux XVIIIe – XIXe siècles et au XIXe siècle[3].

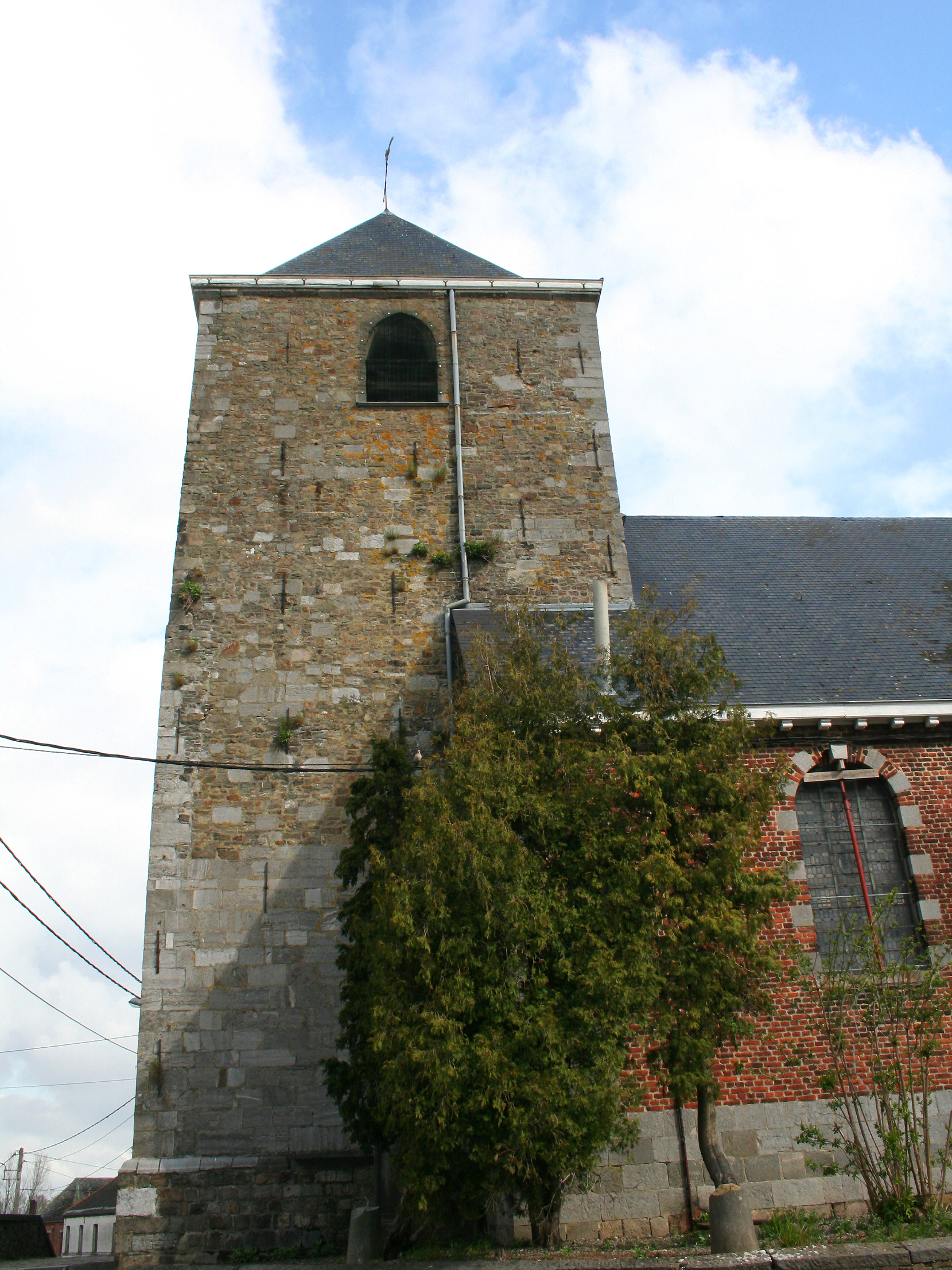
L'église Saint-Vincent.

- L'église Saint-Vincent.Un mégalithe en grès landénien situé primitivement au lieu-dit Aulnois et déplacée en 1951 devant les bâtiments de l'administration communale sur la place[4].

## Économie
Sur le territoire de Haulchin se trouve le Vignoble des Agaises.

## Personnalités liées
- Alfred Cauchie, historien (1860-1922).
- Erasme Degrez, seigneur d'Haulchin.
- Jean Antoine Carbon, seigneur d'Haulchin en 1664.